# G.B.H. (colonna sonora)
G.B.H.  è un album discografico di colonna sonora del cantautore inglese Elvis Costello e del musicista Richard Harvey. Il disco, pubblicato nel 1991, rappresenta la prima collaborazione tra i due artisti ed è incluso come colonna sonora nella serie della Channel 4 chiamata proprio G.B.H.

## Tracce
Tutte le canzoni sono scritte da Elvis Costello e Richard Harvey, tranne dove indicato.
1. G.B.H. Opening Titles: The Life and Times of Michael Murray – 4:32
2. It Wasn't Me – 2:01
3. Men of Alloy – 3:51
4. Lambs to the Slaughter – 4:17
5. Bubbles – 2:11
6. The 'Goldilocks' Theme – 3:06
7. Perfume - The Odour of Money – 4:03
8. Barbara Douglas: Assassin – 3:09
9. Pursuit Suite – 5:06
10. The Roaring Boy con The Prufrock Quartet (Costello, The Prufrock Quartet) –  4:1
11. 'So I Used Five!' – 1:27
12. Love from a Cold Land – 2:28
13. In a Cemetery Garden – 1:57
14. 'Smack 'Im' – 2:15
15. Woodlands - On Joy! (Harvey) – 3:45
16. 'It's Cold Up There' – 2:52
17. Going Home Service – 5:06
18. Grave Music – 2:29
19. The Puppet Masters' Work – 4:10
20. 'He's So Easy' – 1:58
21. Another Time, Another Place – 2:02
22. Closing Titles – 2:32